# Adrama nigrifrons
Adrama nigrifrons är en tvåvingeart som beskrevs av Hardy 1973. Adrama nigrifrons ingår i släktet Adrama och familjen borrflugor. Inga underarter finns listade i Catalogue of Life.